# Sergio Ercini
Sergio Ercini (ur. 4 lipca 1934 w Orvieto, zm. 27 lipca 2007 w Rzymie) – włoski polityk i samorządowiec, od 1982 do 1989 poseł do Parlamentu Europejskiego I i II kadencji.

## Życiorys
Ukończył studia prawnicze na Uniwersytecie Rzymskim „La Sapienza”, kształcił się także w zakresie ekonomii rozwoju. Był założycielem IPALMO (instytutu badań nad relacjami Afryki, Ameryki Łacińskiej i Bliskiego Wschodu), był dyrektorem Istituto per la Ricostruzione Industriale (ciałem zajmującym się wspieraniem rozwoju gospodarczego) oraz zasiadał w lokalnych komisjach odpowiedzialnych za kulturę. W 2006 opublikował debiutancką książkę.
Zaangażował się w działalność młodzieżówki Movimento Giovanile della Democrazia Cristiana. Następnie w ramach Chrześcijańskiej Demokracji pozostawał sekretarzem regionalnym w Umbrii (od 1974) i wchodził w skład władz krajowych. Był radnym miejskim Orvieto i regionalnym w Umbrii. W latach 1982–1989 sprawował mandat posła do Parlamentu Europejskiego, w I kadencji zastąpił Guido Gonellę. Przystąpił do Europejskiej Partii Ludowej (Chrześcijańskich Demokratów), przewodniczył Komisji ds. Kwestii Politycznych. Po rozpadzie DC przeszedł do Włoskiej Partii Ludowej, ubiegał się o fotel burmistrza Orvieto.